# Palazzo mediceo di Seravezza
Il palazzo mediceo di Seravezza si trova nel comune di Seravezza (provincia di Lucca), alle pendici delle Alpi Apuane e alla confluenza dei fiumi Serra e Vezza. All'interno dell'edificio, oltre alla biblioteca comunale intitolata allo scrittore seravezzino Sirio Giannini, è ospitato il Museo del Lavoro e delle Tradizioni Popolari della Versilia Storica; il palazzo con le adiacenti scuderie granducali, oggetto di recente restauro (2006), è sede di manifestazioni e mostre temporanee.
Il 23 giugno 2013, il palazzo mediceo è ufficialmente riconosciuto dall'UNESCO come patrimonio dell'umanità nel “Sito seriale delle ville e giardini medicei della Toscana”.
La facciata moderna è in realtà il retro del palazzo che porta alle scuderie medicee. La originaria entrata oggi è sigillata e si trova dove ora vi è la biblioteca dei ragazzi. Sopra è possibile notare un'incisione in latino in onore di Francesco De' Medici.

## Storia
La villa fu fatta costruire da Cosimo I tra il 1560 e il 1564, su progetto di un non precisato architetto: viene attribuita da taluni a Bartolomeo Ammannati, da altri al giovane Bernardo Buontalenti (viste alcune analogie con la villa di Artimino).
La zona di Seravezza era di grande importanza strategica per il possesso della Versilia: contesa per secoli tra le Repubbliche di Pisa, Lucca, Genova e Firenze stessa, con l'avvento del governo granducale mediceo (1513), Cosimo si preoccupò appena possibile di porre un avamposto tangibile del suo dominio, in un punto di confine. La villa infatti poteva all'occorrenza diventare un avamposto militare difensivo, come si vede anche dalla sua struttura solida e compatta con spigoli come una fortezza e feritoie al pian terreno.
Ciò non penalizzò comunque la dimensione signorile e di svago della dimora, come si può vedere anche dalla lunetta di Giusto Utens al Museo topografico di Firenze com'era di Firenze, con i grandi boschi nei quali si praticava la caccia, un orto e un giardino geometrico all'italiana, una cappella e un edificio adibito a scuderie. Inoltre la vicina sponda del fiume Vezza dava frescura, rendendo la villeggiatura piacevole soprattutto nei mesi estivi, quando era meta abituale dei soggiorni di vari personaggi della corte medicea. Tra gli ospiti che vi trascorsero periodi particolarmente lunghi si ricordano Bianca Cappello, seconda moglie di Francesco I de' Medici figlio di Cosimo, e Cristina di Lorena, che vi risiedette per lunghi periodi dopo essere rimasta vedova di Ferdinando I, fratello e successore di Francesco (sec XVI-XVII).
La zona di Seravezza aveva anche un'altra importante caratteristica strategica, ossia la vicinanza alle cave e miniere che Cosimo I desiderava sviluppare. Le cave di marmo e argento erano inattive da tempo, ma il granduca diede nuovo impulso all'attività estrattiva sia dopo la scoperta di filoni di piombo argentifero che, dal 1563, del marmo "mistio" detto anche "fior di pesco" o "Breccia di Seravezza", che divenne molto richiesto per il suo pregio. Cosimo, dalla villa di Seravezza, aveva così la possibilità di seguire da vicino l'attività estrattiva, che egli stesso aveva rilanciato.
La villa passò ai Lorena con l'estinzione della casata medicea (sec XVIII). Il granduca Pietro Leopoldo destinò una parte dei locali per i magazzini e gli uffici amministrativi di una ferriera, ancora visibile al lato del palazzo, costruita intorno al 1786 lungo il torrente Vezza. Nel 1835, chiusa la ferriera, la villa ritornò ad essere luogo di soggiorno della famiglia granducale. Passò poi allo Stato italiano e nel 1864 venne donato al comune di Seravezza che, dopo aver in un primo tempo adibito l'edificio a carcere, lo recuperò e lo usò in seguito come sede Municipale, fino al 1966. Oggi è sede del Museo del Lavoro e delle Tradizioni Popolari della Versilia Storica, della biblioteca comunale "Sirio Giannini", dell'archivio storico e di esposizioni di arte moderna e contemporanea.

## Il Museo del lavoro e delle tradizioni popolari della Versilia storica

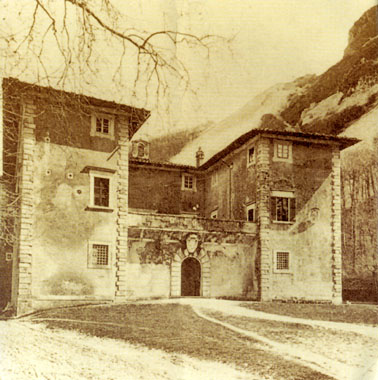
La villa di Seravezza in una foto storica

Il Museo venne aperto al pubblico nel 1996 e ripercorre le attività produttive della zona e la loro evoluzione storica. Innanzitutto l'industria dell'estrazione del marmo, dalle vicine cave del Monte Altissimo, che è documentata da una serie di utensili, macchine e modelli di macchine sulle tecniche di escavazione, di trasporto e di lavorazione praticate nella zona.
Un'altra importante attività ripristinata dai Medici era quella dell'estrazione e lavorazione dei metalli, di origine molto antica, come la lavorazione del ferro, che viene documentata attraverso alcuni strumenti usati nelle ferriere e nelle officine artigiane.
Vi sono inoltre oggetti legati ad altre attività domestiche, come la tessitura, e vari attrezzi agricoli sia per la coltivazione di terreni montani, che pianeggianti. Numerose sono le fotografie e le schede che illustrano didatticamente la funzione dei vari oggetti esposti.
Gli attrezzi da lavoro sono esposti in undici sale e sono databili tra la fine del Settecento e la metà del Novecento.

## Biblioteca comunale
Dal 1984 al pianoterra è stata trasferita la Biblioteca Sirio Giannini con un patrimonio di ca. 30.000 unità; successivamente anche l'Archivio storico è stato trasferito nella stessa sede.

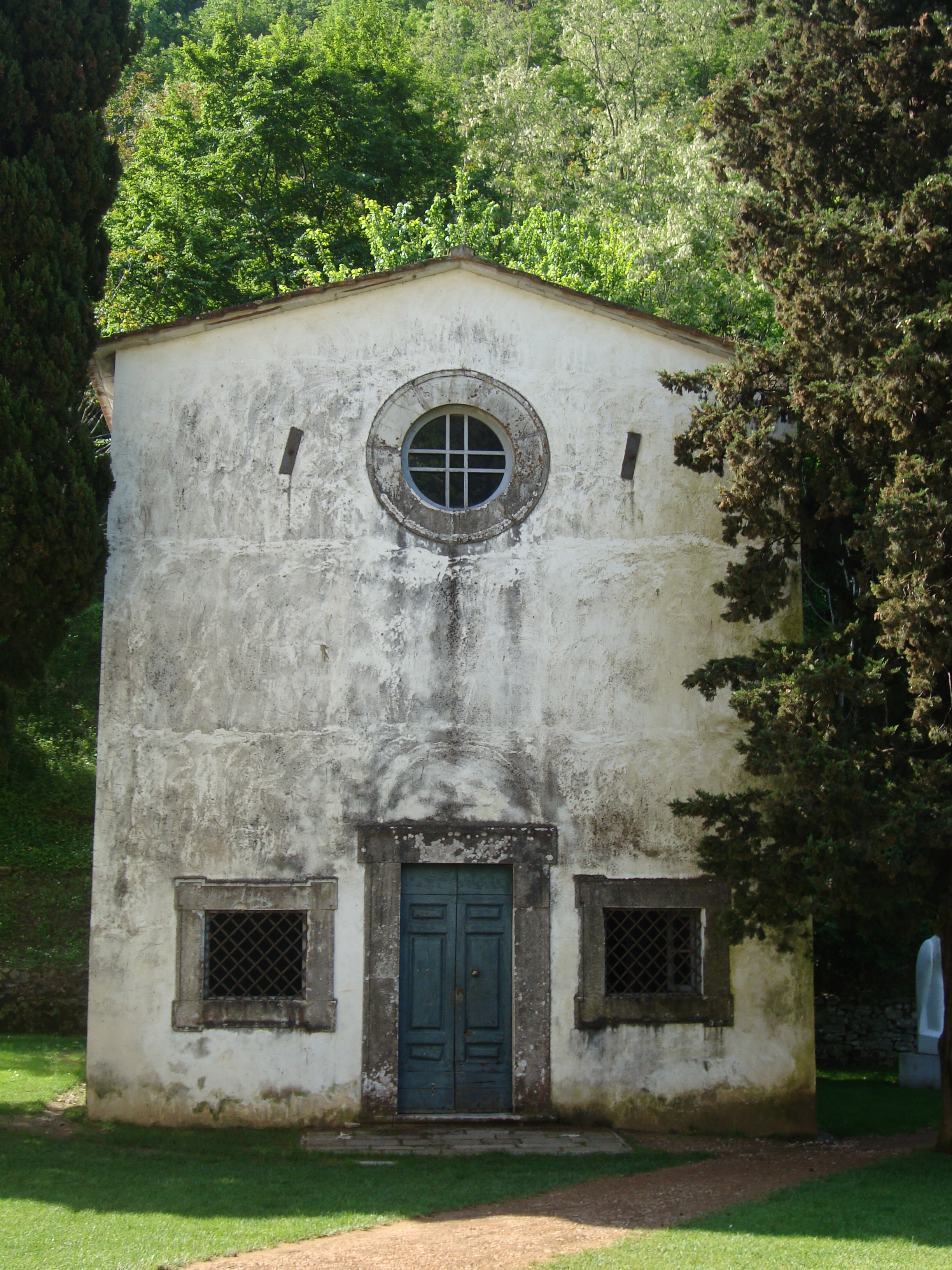
La cappella
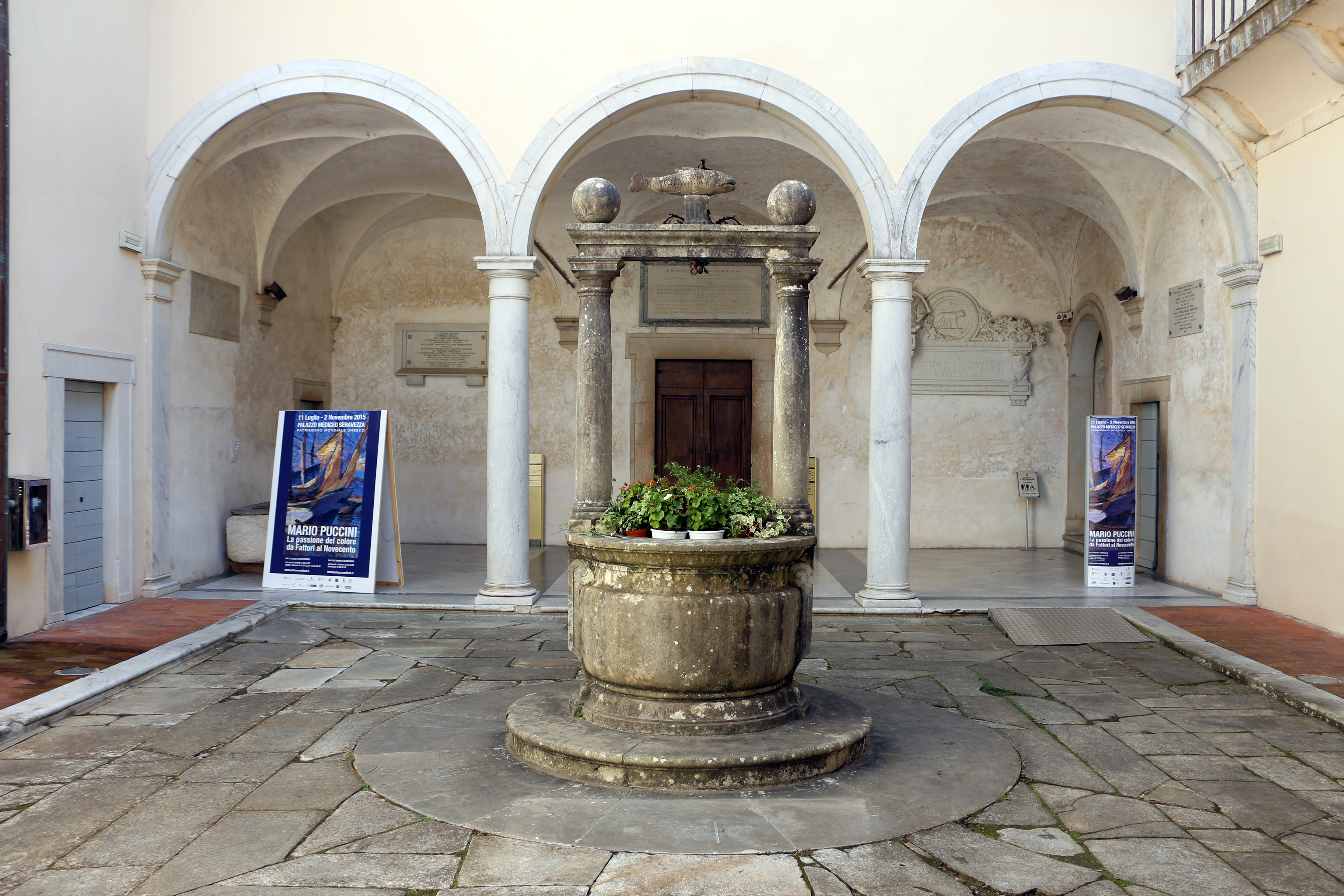
Il cortile col pozzo
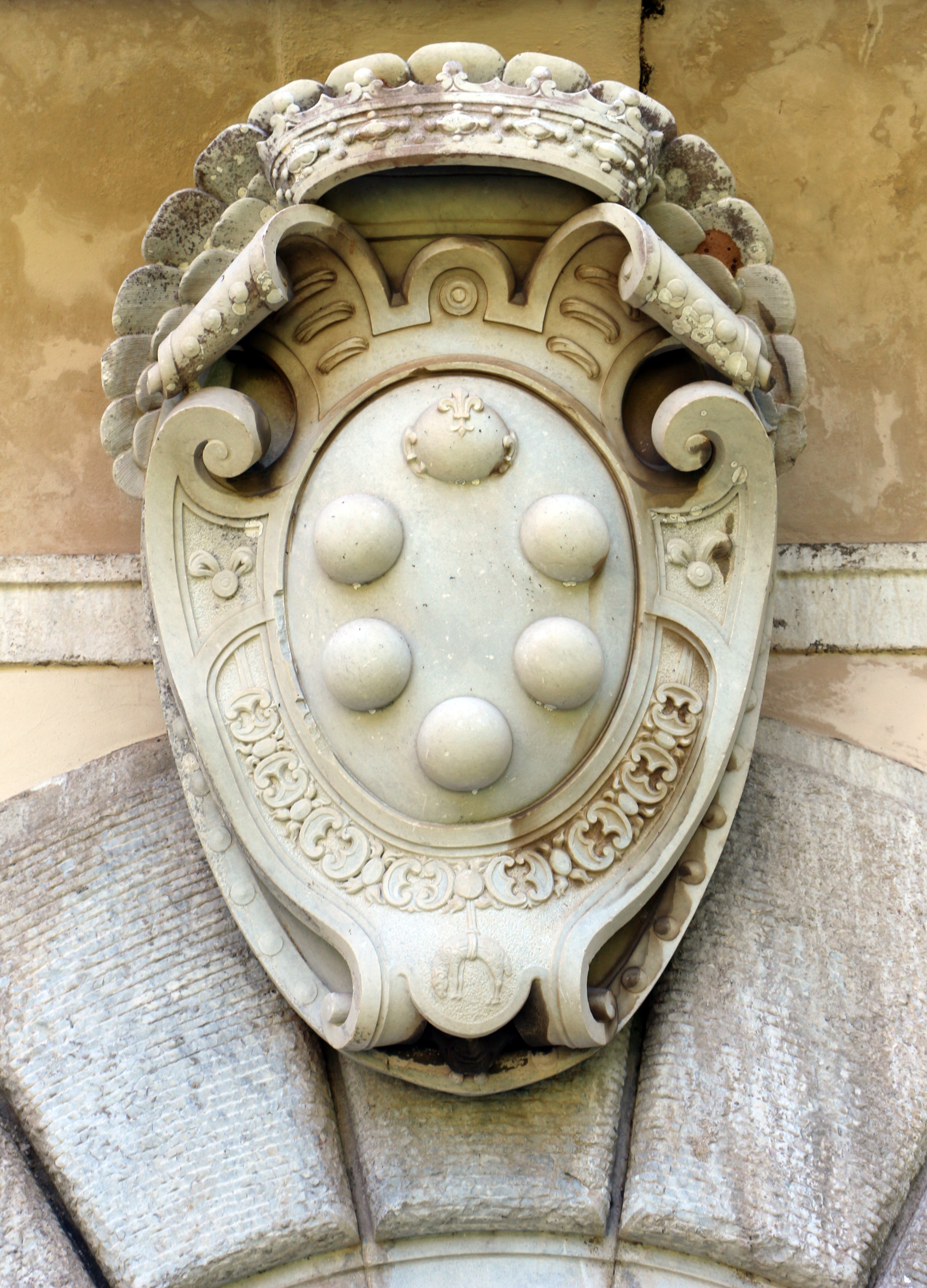
Stemma mediceo
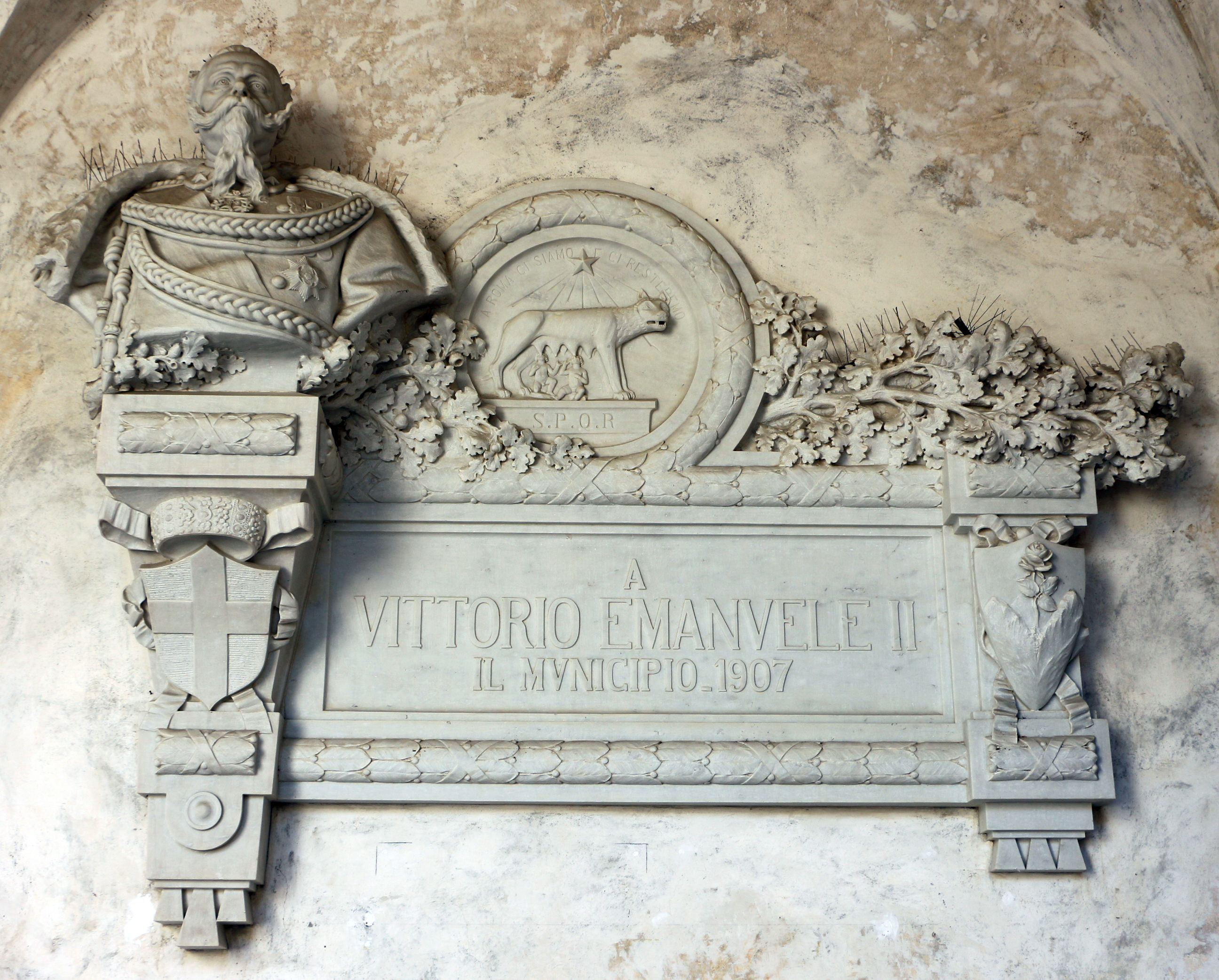
Busto e lapide dedicate a Vittorio Emanuele II (attribuite a Giacomo Zilocchi)